# روجر ليونغ
روجر ليونغ (بالسويدية: Roger Ljung)‏ (مواليد 8 يناير 1966) هو لاعب كرة قدم. يلعب مع منتخب السويد لكرة القدم. سبق له أن لعب في كأس العالم لكرة القدم مع منتخب بلاده.

## مسيرته الكروية
لعب روجر ليونغ خلال مسيرته الاحترافية مع 7 أندية في أربعة عشر موسمًا وسجل خلالها 45 هدفًا ضمن 281 مباراة. حيث فاز في موسمين بالكأس وفي ثلاثة مواسم بالدوري.
خاض روجر ليونغ مسيرته مع Lunds BK ‏ في عامي 1983-1985 ولمدة موسمين، مشاركًا في 47 مباراة سجل خلالها 9 أهداف. ثم انتقل إلى نادي مالمو في موسم 1985 ليلعب معه خمسة مواسم، حيث شارك في 53 مباراة سجل خلالها 4 أهداف. لينتقل بعدها إلى نادي يانغ بويز في موسم 1989–90 لمدة موسم واحد، مشاركًا في 29 مباراة سجل خلالها 4 أهداف أيضًا. ثم انتقل إلى نادي زيورخ في موسم 1990–91 لمدة موسم واحد، مشاركًا في 33 مباراة ولم يسجل أي هدف. هذا وانتقل لاحقًا إلى نادي أدميرا فاكر مودلينغ في موسم 1991–92 واستمر معه طيلة ثلاثة مواسم، مشاركًا في 81 مباراة سجل خلالها 26 هدفًا. ثم انتقل بعدها إلى نادي غلطة سراي في موسم 1993–94 لمدة موسم واحد، مشاركًا في 25 مباراة سجل خلالها هدفين. ليعود وينتقل من جديد، لكن هذه المرة إلى نادي دويسبورغ في موسم 1994–95 لمدة موسم واحد، مشاركًا في 13 مباراة ولم يسجل أي هدف.

## روابط خارجية
- روجر ليونغ على موقع IMDb (الإنجليزية)
- روجر ليونغ على موقع ديسكوغز (الإنجليزية)

- روجر ليونغ على موقع الاتحاد الدولي (مؤرشف)  (الإنجليزية)
- روجر ليونغ على موقع اتحاد السويد (السويدية)
- روجر ليونغ على موقع اتحاد تركيا (لاعب) (الإنجليزية)
- روجر ليونغ على موقع قاعدة بيانات كرة القدم.إي يو (الإنجليزية)
- روجر ليونغ على موقع ناشيونال فوتبول تيمز (الإنجليزية)
- روجر ليونغ على موقع Soccerway.com (الإنجليزية)
- روجر ليونغ على موقع عالم كرة القدم.نت (الإنجليزية)
- روجر ليونغ على موقع أوليمبيديا (الإنجليزية)
- روجر ليونغ على موقع اللجنة الأولمبية السويدية (السويدية)